# عادل أحمدوف

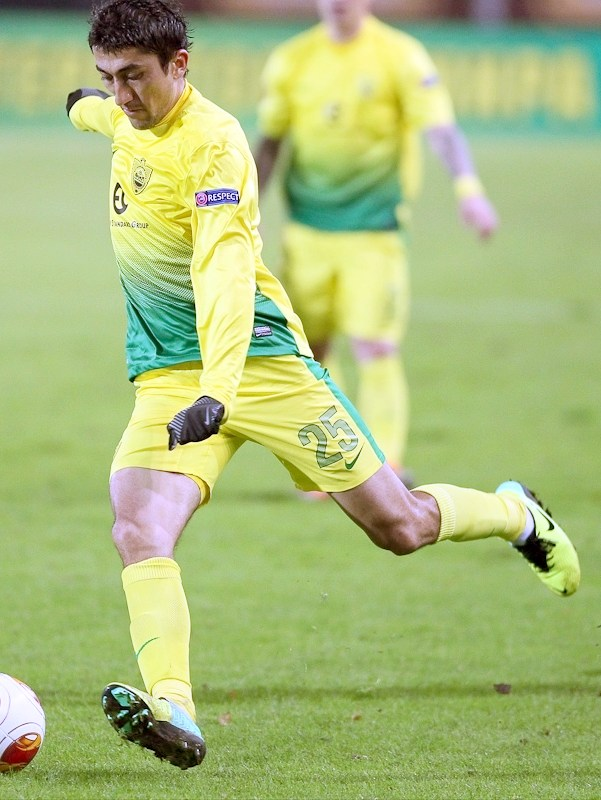

عادل أحمدوف (بالأوزبكية: Odil Ahmedov) (مواليد 25 نوفمبر 1987) لاعب كرة قدم دولي أوزبكستاني. يجيد اللعب في خط الوسط . يلعب حاليا لصالح نادي شنغهاي شينوا الصيني.

## روابط خارجية
- عادل أحمدوف على موقع الاتحاد الدولي (مؤرشف)  (الإنجليزية)
- عادل أحمدوف على موقع الاتحاد الأوربي (الإنجليزية)
- عادل أحمدوف على موقع قاعدة بيانات كرة القدم.إي يو (الإنجليزية)
- عادل أحمدوف على موقع ناشيونال فوتبول تيمز (الإنجليزية)
- عادل أحمدوف على موقع Soccerway.com (الإنجليزية)
- عادل أحمدوف على موقع عالم كرة القدم.نت (الإنجليزية)
- عادل أحمدوف على موقع كووورة
- عادل أحمدوف على موقع AS.com (الإسبانية)